# FCR 2001 Duisburg
Der FCR 2001 Duisburg (vollständiger Name Fußballclub Rumeln 2001 Duisburg e. V.) war ein Fußballverein aus Duisburg. Er ging aus der im Jahre 1977 innerhalb des FC Rumeln-Kaldenhausen gegründeten Frauenfußballmannschaft hervor und existierte als eigenständiger Verein seit dem 8. Juni 2001. Die Farben des etwa 400 Mitglieder starken Vereins waren Grün und Weiß. Seit Beginn der Insolvenz am 1. Januar 2014 spielen alle Mannschaften in der Frauenfußballabteilung des MSV Duisburg.
Die erste Mannschaft des FCR 2001 Duisburg, dessen Spielerinnen unter dem Beinamen „Die Löwinnen“ bekannt waren, spielte seit dem Aufstieg 1993 in der Bundesliga. Mit einem Europapokalsieg, einer deutschen Meisterschaft und drei deutschen Pokalsiegen gehörte der FCR zu den Spitzenmannschaften im deutschen Frauenfußball.

## Geschichte

### FC Rumeln-Kaldenhausen (1977 bis 1997)
| Saison                              | Platz    | Tore  | Punkte |
| ----------------------------------- | -------- | ----- | ------ |
| 1990/91                             | 6. Platz | 31:56 | 20:20  |
| 1991/92                             | 2. Platz | 50:26 | 27:9   |
| 1992/93                             | 1. Platz | 42:17 | 29:7   |
| 1993/94                             | 8. Platz | 24:43 | 13:23  |
| 1994/95                             | 2. Platz | 60:18 | 29:7   |
| 1995/96                             | 3. Platz | 59:23 | 39     |
| 1996/97                             | 2. Platz | 60:12 | 46     |
| orange unterlegt: Regionalliga West |          |       |        |

Die Wurzeln des Vereins liegen beim am 9. Januar 1955 gegründeten Verein FC Rumeln-Kaldenhausen. Die Frauenfußballabteilung wurde im Jahre 1977 gegründet. Im Jahre 1990 schaffte die Mannschaft den Aufstieg in die Regionalliga West. Nach einem sechsten Platz in der ersten Saison wurde die Mannschaft in der Saison 1991/92 mit einem Punkt Rückstand Vizemeister hinter dem STV Lövenich. In der folgenden Aufstiegsrunde belegte man vor dem letzten Spieltag einem Aufstiegsplatz. Gegen Lövenich reichte ein Unentschieden, um den Sprung ins Oberhaus zu schaffen. Jedoch gewann Lövenich auf eigenem Platz mit 5:3, und Delmenhorst zog durch einen 6:0-Sieg über den SSV Turbine Potsdam noch an den Duisburgerinnen vorbei.

Logo des FC Rumeln-Kaldenhausen

In der folgenden Saison 1992/93 wurde der FCR mit zwei Punkten Vorsprung auf die SG Wattenscheid 09 Meister der Regionalliga West. Die Aufstiegsrunde verlief diesmal erfolgreicher. Bereits am vorletzten Spieltag sicherte sich die Mannschaft durch einen 6:2-Sieg über Wattenscheid den Aufstieg. Die einzige Niederlage der Aufstiegsrunde kassierte man gegen den Mitaufsteiger Schmalfelder SV. Das erste Bundesligajahr war vom Abstiegskampf geprägt. Dennoch konnte man als Achter der Nordgruppe die Klasse erhalten, während mit der SSG 09 Bergisch Gladbach und dem Rumelner Lokalrivalen KBC Duisburg zwei Traditionsvereine den Gang in die Zweitklassigkeit gehen mussten.
Zur Saison 1994/95 wurde die Mannschaft erheblich verstärkt. Spektakulärster Neuzugang war die deutsche Nationalspielerin Martina Voss. Nach der Geburt ihrer Tochter wollte sie nicht länger zwischen ihrem Wohnort Duisburg und ihrem Verein TSV Siegen pendeln. Vom abgestiegenen Lokalrivalen KBC kam die spätere Nationalspielerin Melanie Hoffmann. Sportlich lieferte sich der FCR lange Zeit ein Kopf-an-Kopf-Rennen mit dem TSV Siegen um den zweiten Platz der Nordgruppe, der zum Einzug ins Halbfinale um die deutsche Meisterschaft berechtigte. Eine Vorentscheidung fiel am 15. Spieltag, als Rumeln Siegen mit 4:3 besiegte. Rumeln wurde Zweiter und Maren Meinert mit 21 Toren Torschützenkönigin der Nordgruppe. Im Halbfinale traf man auf den FSV Frankfurt, der in der Südgruppe alle Spiele gewinnen konnte. Nach einem 2:2 im Hinspiel konnte Frankfurt das Rückspiel mit 5:1 gewinnen und gewann später die Meisterschaft gegen Grün-Weiß Brauweiler.

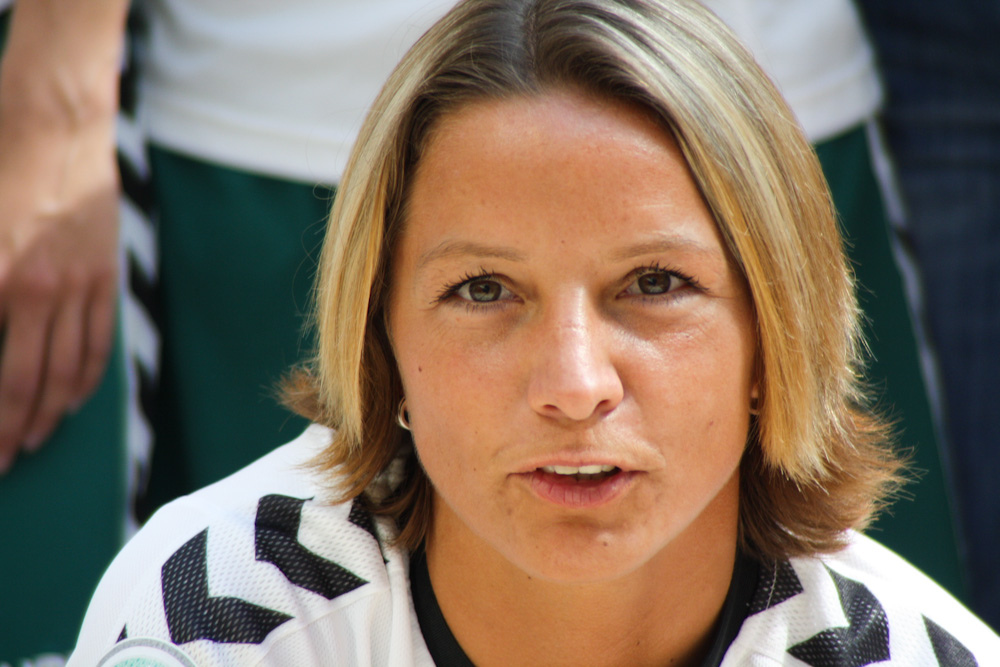
Inka Grings

Vom Garather SV wechselte 1995 die Stürmerin Inka Grings nach Duisburg. Sie sollte in den folgenden Jahren zu einer der erfolgreichsten Torjägerinnen der Bundesliga avancieren. Als Dritter der Nordgruppe verpasste die Mannschaft das Halbfinale. Dafür war man im DFB-Pokal erfolgreicher, wo man erstmals ins Halbfinale einzog. Hier kam nach einem 0:2 gegen den späteren Gewinner FSV Frankfurt das Aus. Den ersten Titel der Vereinsgeschichte wurde am 3. Februar 1996 in Koblenz errungen. Beim DFB-Hallenpokal schlugen die „Löwinnen“ den TSV Siegen mit 3:2.
In der Saison 1996/97 ging es um die Qualifikation für die eingleisige Bundesliga. Vor dem letzten Spieltag hatte die Mannschaft zwei Punkte Vorsprung auf Grün-Weiß Brauweiler und am letzten Spieltag Heimrecht gegenüber dem ärgsten Verfolger. Brauweiler hatte jedoch die besseren Nerven und entschied die Partie mit 5:4 für sich. Im Halbfinale konnten die Duisburgerinnen einen 2:1-Rückstand aus dem Hinspiel gegen den FSV Frankfurt noch durch einen 3:1-Sieg im Rückspiel drehen. Am 8. Juni 1997 trafen die „Löwinnen“ im Finale erneut auf Brauweiler. 5.000 Zuschauer sahen in Homberg eine dramatische Partie. Nach 90 Minuten waren keine Tore gefallen. Kurz nach Beginn der Verlängerung brachte Grings ihre Farben in Führung, die Patricia Menge drei Minuten vor Abpfiff ausglich. Die Entscheidung fiel im Elfmeterschießen. Beim Stand von 4:3 für Brauweiler verschoss Daniela Arndt ihren Elfmeter. Claudia Klein traf danach für Brauweiler und machte ihre Mannschaft damit zum deutschen Meister.
→ Spieldaten des Meisterschaftsfinals 1997

### FCR Duisburg 55 (1997 bis 2001)
| Saison  | Platz    | Tore  | Punkte |
| ------- | -------- | ----- | ------ |
| 1997/98 | 3. Platz | 57:22 | 47     |
| 1998/99 | 2. Platz | 77:14 | 56     |
| 1999/00 | Meister  | 85:10 | 60     |
| 2000/01 | 3. Platz | 43:39 | 40     |

Während der ersten Saison der eingleisigen Bundesliga änderte der FC Rumeln-Kaldenhausen seinen Namen in FCR Duisburg 55. Nach einem 6:1-Sieg über den Aufsteiger Hamburger SV war der FCR erster Tabellenführer, schloss die Saison aber als Dritter ab. Erfolgreicher war die Mannschaft im DFB-Pokal, wo man erstmals in das Finale einzog. Im torreichsten Endspiel der Pokalgeschichte wurde der Meister FSV Frankfurt mit 6:2 besiegt. Inka Grings war mit drei Toren die überragende Spielerin.
→ Spieldaten des Pokalfinals 1998
Vom FC Eintracht Rheine wechselte zur Saison 1998/99 die Nationalspielerin Kerstin Stegemann nach Duisburg. Die Mannschaft lieferte sich mit dem 1. FFC Frankfurt ein lange Zeit spannendes Titelrennen. Die Vorentscheidung fiel am 17. Spieltag, als Duisburg beim FSV Frankfurt nur zu einem torlosen Remis kam, während der 1. FFC mit 6:1 in Brauweiler gewann. Frankfurt konnte den dadurch entstandenen Vorsprung von drei Punkten ins Ziel retten, während Duisburg erneut Vizemeister wurde. Inka Grings sicherte sich mit 25 Saisontoren den Titel der Torschützenkönigin. Den Pokalsieg konnten die Duisburgerinnen nicht verteidigen. Im Finale unterlag der FCR dem 1. FFC Frankfurt mit 0:1.
→ Spieldaten des Pokalfinals 1999

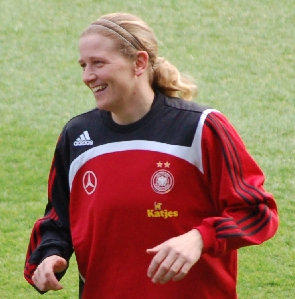
Kerstin Stegemann

Die Saison 1999/00 sollte zur erfolgreichsten der Vereinsgeschichte werden. Die Mannschaft dominierte die Bundesliga und legte zum Start eine Serie von 16 Siegen in Folge auf. Bereits am viertletzten Spieltag wurde durch einen 3:0-Sieg über den SC 07 Bad Neuenahr die Meisterschaft perfekt gemacht. Inka Grings wurde erneut Torschützenkönigin. Ihre 38 Saisontore sind bis heute unerreicht. Auch in der Halle waren die Löwinnen erfolgreich und gewannen zum zweiten Mal den Hallenpokal.
Die erfolgreiche Saison wurde durch den tragischen Tod des langjährigen Managers und Hauptsponsors Jochen Zufall überschattet. Um diesen Verlust aufzufangen, wurde ein Förderverein gegründet, für den der Verein nach und nach zahlreiche Kleinsponsoren gewinnen konnte. Dennoch musste der Verein einen personellen Aderlass hinnehmen und verlor mit Kerstin Stegemann und Maren Meinert zwei Leistungsträgerinnen. Dafür kamen talentierte Spielerinnen wie die späteren Nationalspielerinnen Linda Bresonik und Shelley Thompson.
Auch hinter den Kulissen gab es Ärger. Mit finanzieller Unterstützung der Stadt Duisburg und dem Land Nordrhein-Westfalen erhielt der Verein für die Bundesliga-Frauenmannschaft einen Rasenplatz. Der Hauptverein untersagte dem Aushängeschild des Vereins jedoch, den Platz für das Training zu benutzen, damit der Rasen geschont wird. Die gerade in die Kreisliga abgestiegene Männermannschaft durfte jedoch den Rasenplatz nach Belieben nutzen. Diese Konflikte mit dem Hauptverein sollten dazu führen, dass die Fußballerinnen kurze Zeit später einen eigenen Verein gründen sollten. Die Saison 2000/01 schloss die Mannschaft auf dem dritten Platz ab.

### FCR 2001 Duisburg (2001 bis 2013)

#### Der „Ewige Zweite“ (2001 bis 2008)
| Saison  | Platz    | Tore  | Punkte |
| ------- | -------- | ----- | ------ |
| 2001/02 | 3. Platz | 61:34 | 44     |
| 2002/03 | 3. Platz | 58:32 | 44     |
| 2003/04 | 4. Platz | 57:38 | 35     |
| 2004/05 | 2. Platz | 91:20 | 56     |
| 2005/06 | 2. Platz | 91:11 | 55     |
| 2006/07 | 2. Platz | 76:25 | 51     |
| 2007/08 | 2. Platz | 65:20 | 53     |

Am 8. Juni 2001 machte sich die Frauenfußball-Abteilung selbständig und nahm den Namen FCR 2001 Duisburg an. Die Männer spielten weiterhin als FCR 1955 Duisburg, bevor der Stammverein sich im Jahre 2009 wieder in FC Rumeln-Kaldenhausen zurückbenannte. Durch diese Neugründung erhoffte man sich bessere Möglichkeiten in der Vermarktung, um mit den führenden Vereinen im deutschen Frauenfußball wie dem 1. FFC Frankfurt oder dem 1. FFC Turbine Potsdam mithalten zu können. Außerdem wollte man der zunehmenden Professionalisierung im Frauenfußball Rechnung tragen. Die Satzung des Vereins ist an den Profifußball der Männer angelehnt. So wurde neben dem Vorstand ein Aufsichtsrat installiert. Darüber hinaus wurde die Stadtsparkasse Duisburg als Hauptsponsor gewonnen.
Während die Mannschaft auf dem Platz in den ersten Jahren der Selbständigkeit auf der Stelle trat, gab es im November 2001 Unruhe im Verein. Trainer Jürgen Krust wurde suspendiert, da er eine Spielerin sexuell belästigt haben soll. Nach Rücknahme der Vorwürfe wurde die Suspendierung wieder aufgehoben. Die Mannschaft wurde zweimal hintereinander Dritter, und Inka Grings sicherte sich in der Saison 2002/03 mit 20 Saisontoren zum dritten Mal den Titel der Torschützenkönigin. Ebenfalls 2003 erreichten die „Löwinnen“ zum dritten Mal das Pokalfinale. Gegen den hoch favorisierten 1. FFC Frankfurt hielt die junge Mannschaft lange ein torloses Unentschieden. In der 89. Minute schlug Pia Wunderlich einen Freistoß vor das Duisburger Tor, den Martina Voss im letzten Spiel ihrer Karriere unglücklich ins eigene Tor abfälschte, womit sie Frankfurt zum Pokalsieger machte.
→ Spieldaten des Pokalfinals 2003

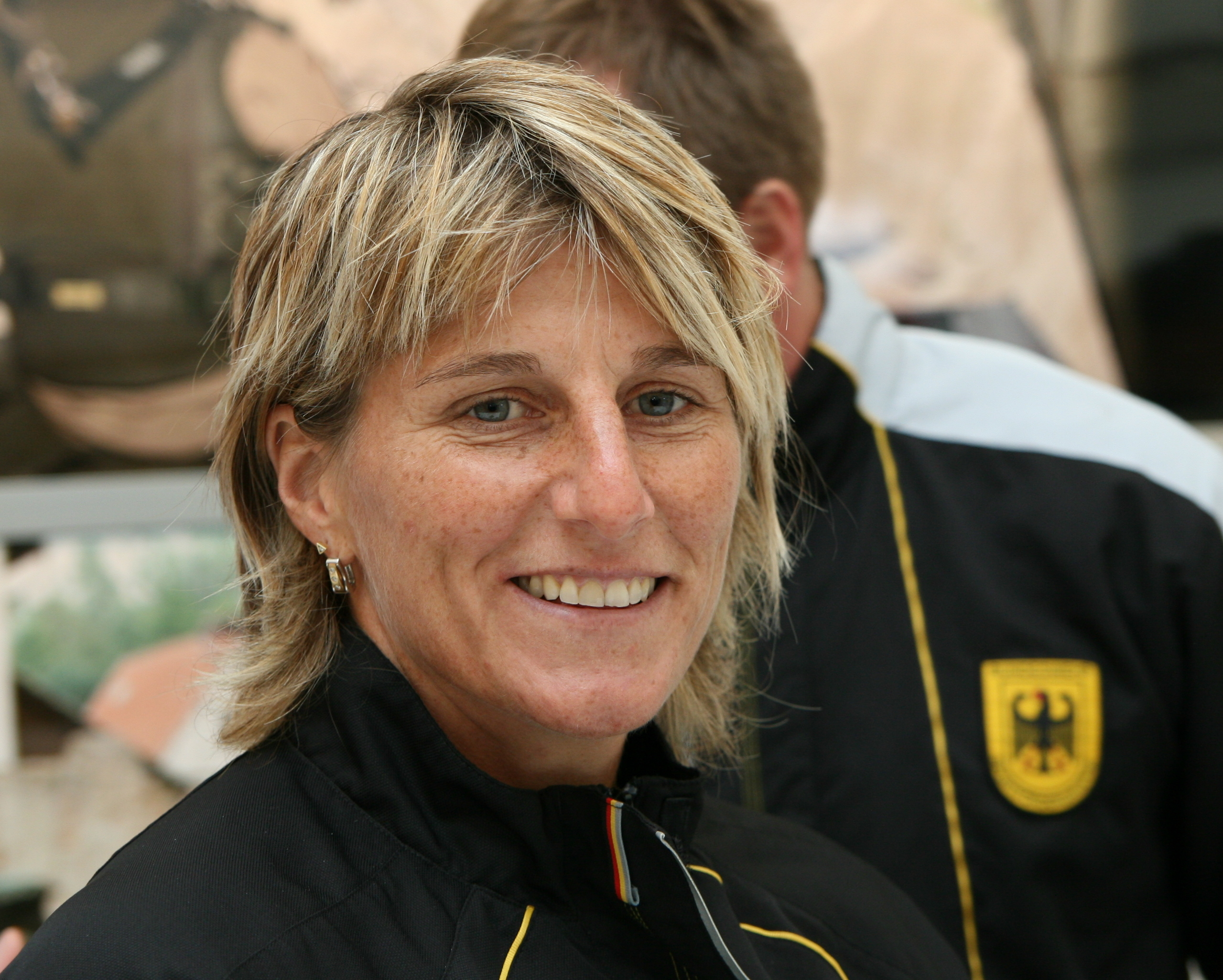
Silke Rottenberg

Zur Saison 2003/04 zog die Mannschaft vom Sportplatz „Am Waldborn“ in das neu erstellte PCC-Stadion um. Neuzugang Silke Rottenberg und Linda Bresonik fuhren mit der deutschen Nationalmannschaft zur Weltmeisterschaft in die USA, die die deutsche Mannschaft für sich entscheiden konnte. In der Bundesliga belegte die Mannschaft nach einer verkorksten Saison nur Platz vier. Im Sommer 2004 verpflichtete der Verein mit Fatmire Bajramaj, Annike Krahn und Simone Laudehr drei Talente, die in den kommenden Jahren zu Leistungsträgerinnen und Nationalspielerinnen avancierten sollten. Vor allem durch das treffsichere Stürmerduo Shelley Thompson (mit 30 Saisontoren Torschützenkönigin) und Inka Grings (25 Tore) erreichten die Löwinnen den zweiten Platz in der Saison 2004/05. Grings wurde mit der deutschen Nationalmannschaft im Sommer 2005 Europameister und sicherte sich mit vier Toren den Titel der Torschützenkönigin.
Trotz des sportlichen Erfolges musste Trainer Jürgen Krust am Saisonende gehen. Sein Nachfolger wurde Dietmar Herhaus. Die Saison 2005/06 war von einem Dreikampf um die Meisterschaft geprägt, denn sowohl Duisburg als auch Potsdam und Frankfurt hatten lange Zeit berechtigte Hoffnungen auf den Titelgewinn. Die Vorentscheidung fiel am 18. Spieltag, als der FCR unglücklich mit 1:2 in Potsdam verlor. Durch einen 4:0-Heimsieg am letzten Spieltag gegen Frankfurt sicherten sich die Duisburgerinnen erneut die Vizemeisterschaft. Nach der Saison verließen mit Rottenberg (nach Frankfurt) und Thompson (zum Hamburger SV) zwei Leistungsträgerinnen den Verein.
Turbulent verlief die Saison 2006/07. Am dritten Spieltag unterlag Duisburg zu Hause gegen den 1. FFC Frankfurt mit 1:6. Nach dem Spiel kam es zu einem Streit zwischen Trainer Herhaus und Inka Grings, da Herhaus mit der Einstellung von ihr unzufrieden war. Nachdem Herhaus Grings das Amt der Mannschaftskapitänin entzogen hatte, übte diese in verschiedenen Zeitungsinterviews harte Kritik an Herhaus’ Trainingsmethoden und kündigte einen Vereinswechsel im Winter an, wenn sich im Trainerstab nichts ändere. Der Verein suspendierte die Stürmerin. Am 16. November 2006 trat Herhaus überraschend zurück, und nach einer Aussprache kehrte Grings in die Mannschaft zurück.
Im Verein kehrte wieder Ruhe ein, und die Mannschaft spielte unter dem neuen Trainer Thomas Obliers um die Meisterschaft mit. Am drittletzten Spieltag unterlag der FCR jedoch mit 0:1 gegen Potsdam, so dass am Saisonende zum dritten Mal in Folge die Vizemeisterschaft heraussprang.

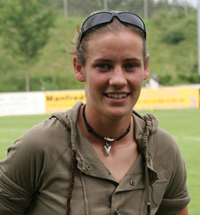
Simone Laudehr

Im DFB-Pokal erreichte die Mannschaft zum vierten Mal das Pokalfinale und traf dort auf den alten Rivalen 1. FFC Frankfurt. Die frühe Führung durch Renate Lingor konnte Sonja Fuss kurz vor der Halbzeit ausgleichen. Da keine weiteren Tore fielen, musste das Spiel im Elfmeterschießen entschieden werden. Zuvor wechselte Trainer Obliers überraschend die Torfrauen aus. Statt Kathrin Längert stand nun Lena Hohlfeld im Kasten. Der Tausch sollte keine Wirkung zeigen. Während die Frankfurterinnen bei jedem Versuch trafen, konnte Torfrau Ursula Holl die Schüsse von Vanessa Martini und Patricia Hanebeck halten.
→ Spieldaten des Pokalfinals 2007
Mit vier Duisburgerinnen fuhr die deutsche Nationalmannschaft zur Weltmeisterschaft 2007 in die Volksrepublik China. Durch einen 2:0-Finalsieg über Brasilien konnte die DFB-Elf ihren Weltmeistertitel verteidigen. Simone Laudehrs Kopfballtreffer zum 2:0-Endstand wurde von den Zuschauern der ARD-Sportschau zum Tor des Monats gewählt. In der Bundesliga spielten die „Löwinnen“ erneut um die Meisterschaft mit. Im Februar 2008 trat Trainer Thomas Obliers überraschend zurück. Martina Voss übernahm die Mannschaft, die durch unnötige Punktverluste, darunter eine 1:4-Heimniederlage gegen Essen, an Boden verlor. Am vorletzten Spieltag vergab der FCR durch ein 1:1 im direkten Duell mit dem Tabellenführer 1. FFC Frankfurt die Möglichkeit zur Vorentscheidung. Beide Mannschaften gewannen ihre letzten Spiele, so dass Duisburg zum vierten Mal in Folge Vizemeister wurde.

#### Vom Europapokalsieg zur Insolvenz (2008 bis 2013)
| Saison  | Platz    | Tore  | Punkte |
| ------- | -------- | ----- | ------ |
| 2008/09 | 3. Platz | 86:20 | 53     |
| 2009/10 | 2. Platz | 73:16 | 54     |
| 2010/11 | 3. Platz | 61:19 | 51     |
| 2011/12 | 4. Platz | 53:24 | 45     |
| 2012/13 | 9. Platz | 37:47 | 24     |

Vor der Saison 2008/09 reiste die deutsche Nationalmannschaft zu den olympischen Spielen nach Peking. Durch zwei Tore von Fatmire Bajramaj gewann Deutschland zum dritten Mal in Folge Bronze. Erstmals nahm der FCR am UEFA Women’s Cup teil. Ungeschlagen erreichte die Mannschaft das Halbfinale, in dem die Duisburgerinnen überraschend den französischen Vertreter Olympique Lyon ausschalteten. Durch einen 6:0-Sieg bei Swesda 2005 Perm aus Russland sorgte die Mannschaft von Martina Voss im Finale bereits im Hinspiel für eine Vorentscheidung. Im Rückspiel, das in der MSV-Arena ausgetragen wurde, trennten sich beide Mannschaften mit 1:1, sodass die „Löwinnen“ als dritte deutsche Mannschaft den Europapokal gewannen. Mit 28.112 Zuschauern stellte der FCR einen neuen Zuschauer-Weltrekord im Frauen-Vereinsfußball auf.
Im DFB-Pokal erreichte die Mannschaft erneut das Finale, das zum vorerst letzten Mal in Berlin ausgetragen wurde. Nach einem umkämpften Beginn im Spiel gegen den 1. FFC Turbine Potsdam spielten sich die Duisburgerinnen in einen Rausch und gewannen die Partie mit 7:0, dem höchsten Finalsieg aller Zeiten. Annemieke Kiesel und Inka Grings trafen dabei je zweimal.
→ Spieldaten des Pokalfinals 2009 und der UEFA-Women’s-Cup-Endspiele 2009

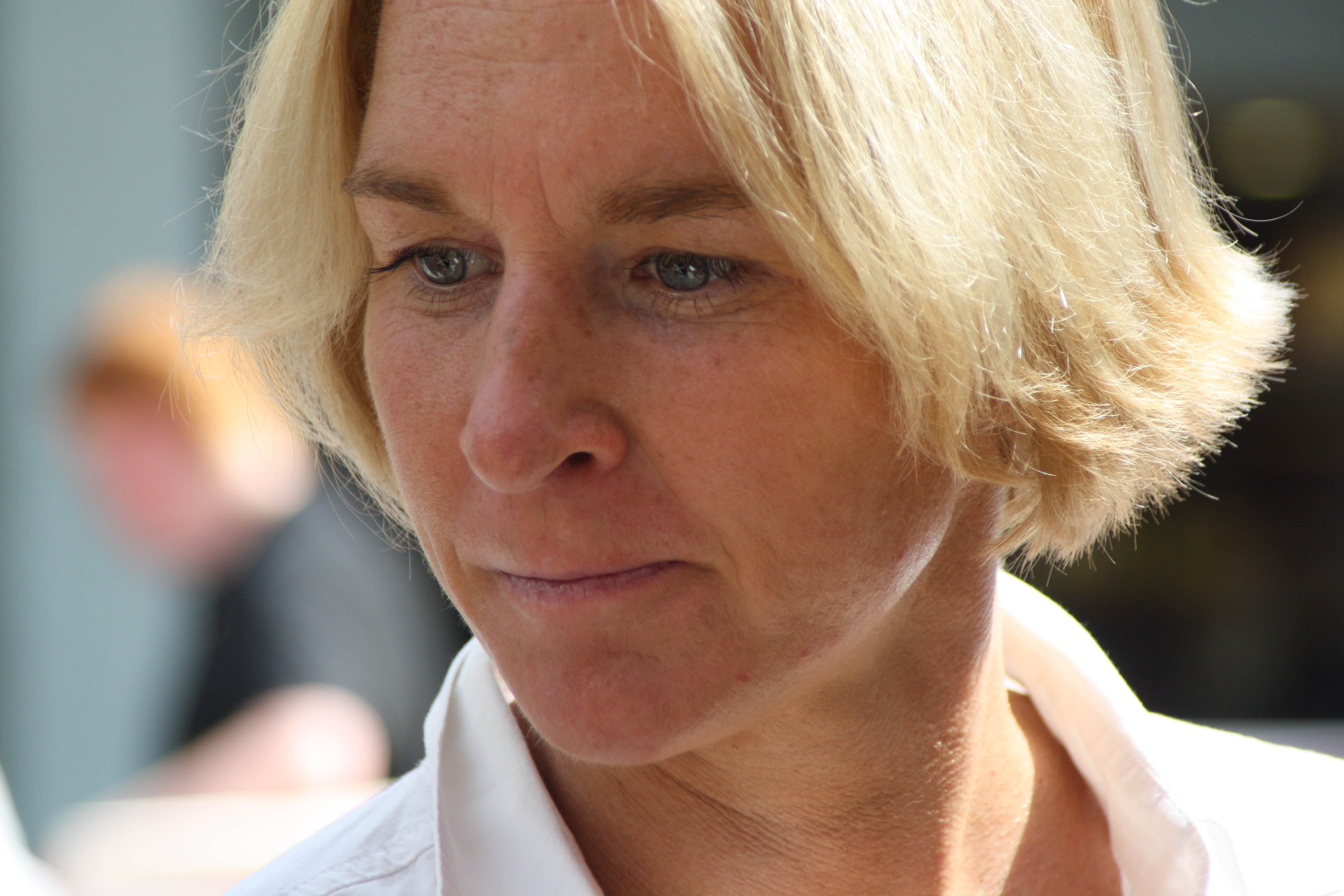
Martina Voss-Tecklenburg

Vor der Saison 2009/10 verlor der FCR mit Fatmire Bajramaj (nach Potsdam) und Sonja Fuss (zum 1. FC Köln) zwei Leistungsträgerinnen. Duisburg startete sehr gut in die Saison und war bis März 2010 ungeschlagen. Zwei aufeinander folgende Niederlagen gegen Frankfurt und Potsdam ließen die Mannschaft straucheln. Ein 2:1-Sieg bei Bayern München sicherte den Löwinnen die Vizemeisterschaft. Im DFB-Pokal war Duisburg erfolgreicher: Mit einem 1:0-Sieg durch ein Kopfballtor von Annike Krahn im Finale gegen den FF USV Jena gewann der FCR zum dritten Mal den Pokal. In der erstmals ausgespielten Champions League reichte es für den FCR nur zum Halbfinale, in dem sich die Duisburgerinnen Turbine Potsdam im Elfmeterschießen beugen mussten.
→ Spieldaten des Pokalfinals 2010
Zur Saison 2011/12 mussten die „Löwinnen“ zahlreiche prominente Abgänge wie Inka Grings, Ursula Holl und Annemieke Kiesel verkraften. Zwei Niederlagen im Saisonfinale gegen Turbine Potsdam und beim 1. FFC Frankfurt ließen die Mannschaft auf Platz vier abrutschen. Im Pokal verpasste der FCR durch eine Halbfinalniederlage im Elfmeterschießen beim 1. FFC Frankfurt das Endspiel. Am Saisonende verließen weitere Leistungsträgerinnen wie Simone Laudehr, Annike Krahn und Alexandra Popp den Verein, der nach eigenen Angaben eine Insolvenz zunächst nur knapp vermieden hatte. Nachdem der Verein ausstehende Gehälter nicht hatte zahlen können, stellte der FCR am 23. Januar 2013 einen Insolvenzantrag beim Amtsgericht Duisburg. Die Saison wurde auf Platz neun beendet. Im Laufe der Rückrunde wurden etwa 60.000 Euro durch einen von der Lokalzeitung Stadt-Panorama initiierten Spenden-Marathon und weitere 200.000 Euro durch ein quasi-kommunales Retter-Komitee für die Sicherung des Spielbetriebs zusammengetragen, sodass eine folgenreiche Insolvenz am 25. Juni 2013 umgangen werden konnte. Nach dem ersten Antrag liefen vermehrt Gespräche mit lokalen Vereinen über die Möglichkeit eines Zusammenschlusses, da laut Insolvenzverwalter ein fortwährender Spielbetrieb ab der Saison 2014/15 nicht hätte gewährleistet werden können. Zur Option standen Zusammenschlüsse mit dem MSV Duisburg oder dem VfB Homberg.
Ab 1. Januar 2014 liefen alle Mannschaften in der Frauenfußballabteilung des MSV Duisburg auf. Die nötige Zustimmung des DFB zur Übertragung der Spielrechte erfolgte am 27. Dezember 2013. Alle Mitglieder des Fußballclub Rumeln 2001 Duisburg e. V. mussten aus dem Verein austreten und traten in den Meidericher Spielverein 02 e. V. Duisburg (d. h. den MSV Duisburg) ein. Alle Spielerinnen, bis auf Gülhiye Cengiz und Lieke Martens, und Mitarbeiter wechselten zum MSV. Die „Hülle“ des Fußballclub Rumeln 2001 Duisburg e. V. ging zum 1. Januar 2014 in die Insolvenz. Der Nachfolgeverein MSV Duisburg stieg am Ende der Saison 2014/15 mit nur drei Siegen in die 2. Bundesliga ab, weitere Abstiege aus der 1. Liga erfolgten 2020/21 und 2023/24.

## Erfolge
| UEFA Women’s Cup: 1 - 2009 Deutscher Meister: 1 - 2000 Deutscher Vizemeister: 7 - 1997, 1999, 2005, 2006, 2007, 2008, 2010 Deutscher Pokalsieger: 3 - 1998, 2009, 2010 Deutscher Pokalfinalist: 3 - 1999, 2003, 2007 | DFB-Hallenpokalsieger: 2 - 1996, 2000 DFB-Hallenpokalfinalist: 5 - 1995, 1999, 2006, 2008, 2012 WM-Überbrückungsturnier-Sieger: 1 - 2007 Bundesliga-Saisoneröffnungsturnier-Finalist: 1 - 1999 Deutscher Meister der B-Juniorinnen: 1 - 2007 |

Sechsmal stellte der FCR 2001 Duisburg bzw. dessen Vorgängervereine die Torschützenkönigin der Bundesliga. Inka Grings sicherte sich 1999 (25 Tore), 2000 (38 Tore), 2003 (20 Tore), 2008 (26 Tore) und 2009 (29 Tore) den Titel. Ihre 38 Tore in der Saison 1999/2000 sind Bundesligarekord. 2005 wurde Shelley Thompson für 30 Tore die Torjägerkanone überreicht. In der Ewigen Tabelle der Bundesliga belegt der FCR den zweiten Platz. Von insgesamt 402 Spielen gewannen die Duisburgerinnen 280 und verloren 74 bei 48 Unentschieden. Das Torverhältnis beträgt 1.201:440. Patricia Hanebeck erhielt 2005 die Fritz-Walter-Medaille in Silber. Im Jahr 2009 erhielt Marina Hegering die goldene sowie Alexandra Popp die silberne Fritz-Walter-Medaille. Bei der U-20-Weltmeisterschaft 2010 wurde Alexandra Popp als beste Spielerin und als Torschützenkönigin ausgezeichnet.

## Verein und Umfeld

### Vorstand
Der Vorstand besteht seit Februar 2013 aus dem Insolvenz- und Sportrechtsexperten Gregor Reiter als Vorstandsvorsitzenden, dem für den Sportbetrieb verantwortlichen Hanns-Dieter Weber sowie dem ehemaligen Geschäftsführer Rainer Kirberg als Koordinator zwischen den Verbänden. Finanzvorstand Dirk Broska wechselte im Januar 2013 in den Aufsichtsrat. Der Aufsichtsrat setzt sich neben Broska zusammen aus Ferdi Seidelt, Dieter Tiede, Dieter Oster, Johannes Gösling, Michael Kamela und Hans-Peter Agreiter.

### Vereinsfarben und -logo
Die Vereinsfarben sind Grün und Weiß. Das eckige Vereinslogo mit rundem Abschluss (Wappen-Form) besteht aus den Farben Grün (Hintergrund), Weiß und Schwarz. Links sind die in sich greifenden Initialen FCR in weiß zu sehen, rechts daneben den Löwen als „Wappentier“ ebenfalls in Weiß, darunter ein weißes Banner mit der Aufschrift Duisburg in Schwarz, wiederum darunter das Kürzel 01 zum Zeichen des Gründungsjahres.

### Trikots
Das Haupt-Kit der 1. Mannschaft ist weiß/grün/grün, das Ausweich-Kit ist grün/schwarz/schwarz und das Pokal-Kit ist marineblau/marineblau/marineblau. Trikotsponsor für Ligaspiele ist die Sparkasse Duisburg, bei DFB-Pokalspielen jedoch Rheinpower. Trikotärmel-Partner ist die Kahl-Schwerlast GmbH. Ausrüster des FCR 01 Duisburg ist Hummel.

### Stadion

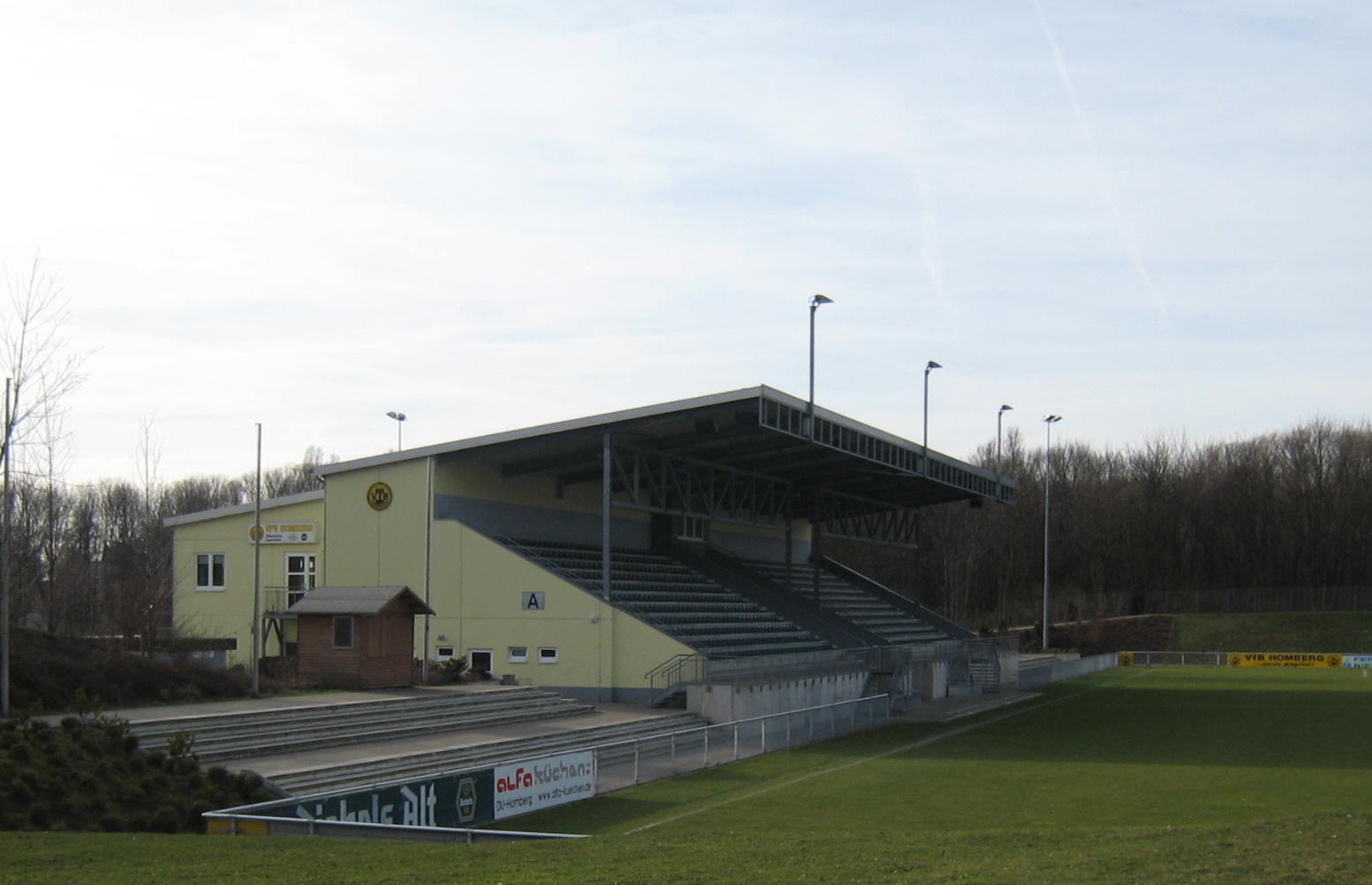
PCC Stadion: Spielstätte des FCR

Die Heimspiele des FCR 2001 Duisburg werden seit 2003 im 3.000 Zuschauer fassenden PCC-Stadion im Duisburger Stadtteil Homberg ausgetragen. Der FCR teilt sich das Stadion mit dem Männer-NRW-Ligisten VfB Homberg. Zuvor spielte der FCR auf dem Sportplatz „Am Waldborn“ im Stadtteil Rumeln-Kaldenhausen. In der Saison 2009/10 trug der Verein zwei seiner vier Heimspiele in der UEFA Women’s Champions League im Oberhausener Stadion Niederrhein aus, da die Flutlichtanlage im PCC-Stadion nicht den Anforderungen der UEFA entspricht. Ein weiteres Spiel fand in der MSV-Arena statt.
Der FCR 2001 Duisburg entstammt ursprünglich dem linksrheinischen Stadtteil Rumeln, ist aber mittlerweile auf der rechten Rheinseite im südlichen Stadtteil Hüttenheim beheimatet. Dort befindet sich die vereinseigene Platzanlage, die im Jahr 2004 dem Betriebssport-Kreisverband Duisburg abgekauft wurde. Daher wechselte der Verein vom Kreis 7 (Moers) des Fußballverbandes Niederrhein, dem die linksrheinischen Vereine Duisburgs angehören, in den Kreis 9 (Duisburg/Mülheim/Dinslaken) für die rechtsrheinischen Clubs in Duisburg. Die Kreisspaltung der Stadt ist ein Relikt aus der Zeit vor 1975, als die linksrheinischen Stadtbezirke Duisburgs noch eigenständige Städte waren. Seine Heimspiele trägt der Verein wiederum im linksrheinischen Stadtteil Homberg aus.

## Ehemalige Spielerinnen

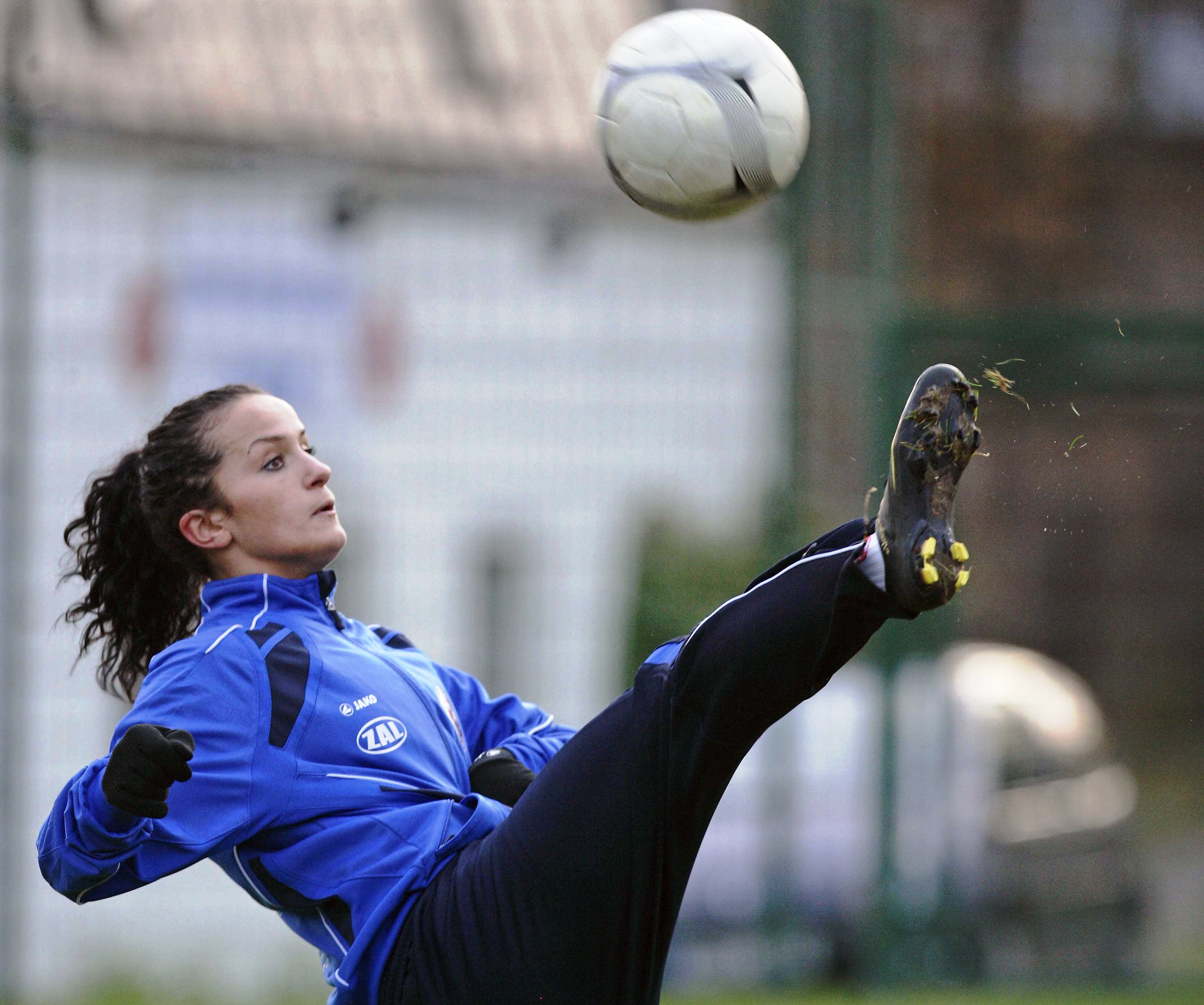
Fatmire Bajramaj

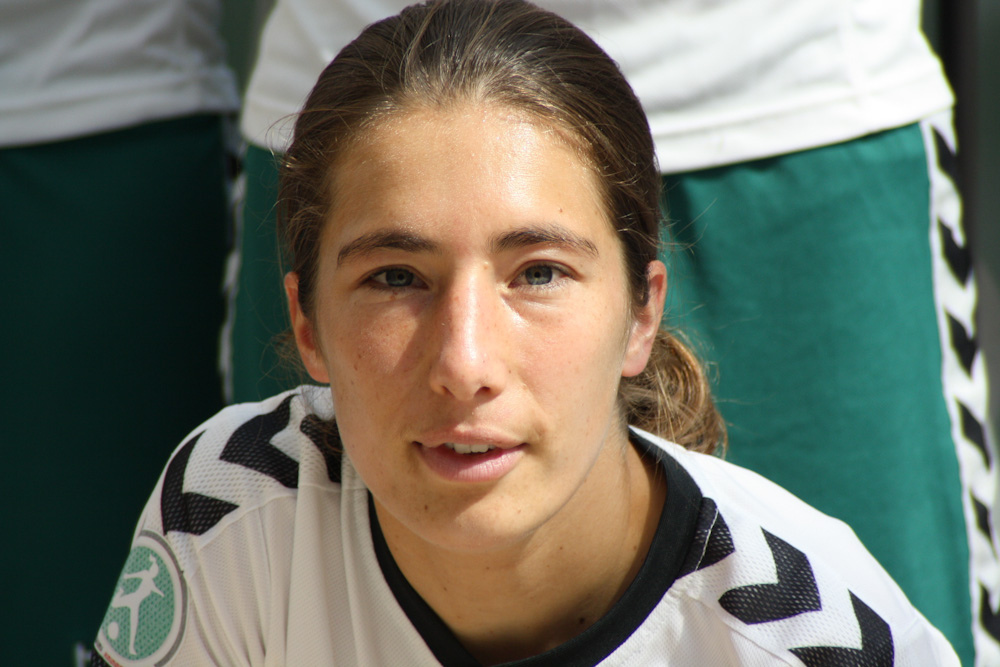
Annemieke Kiesel

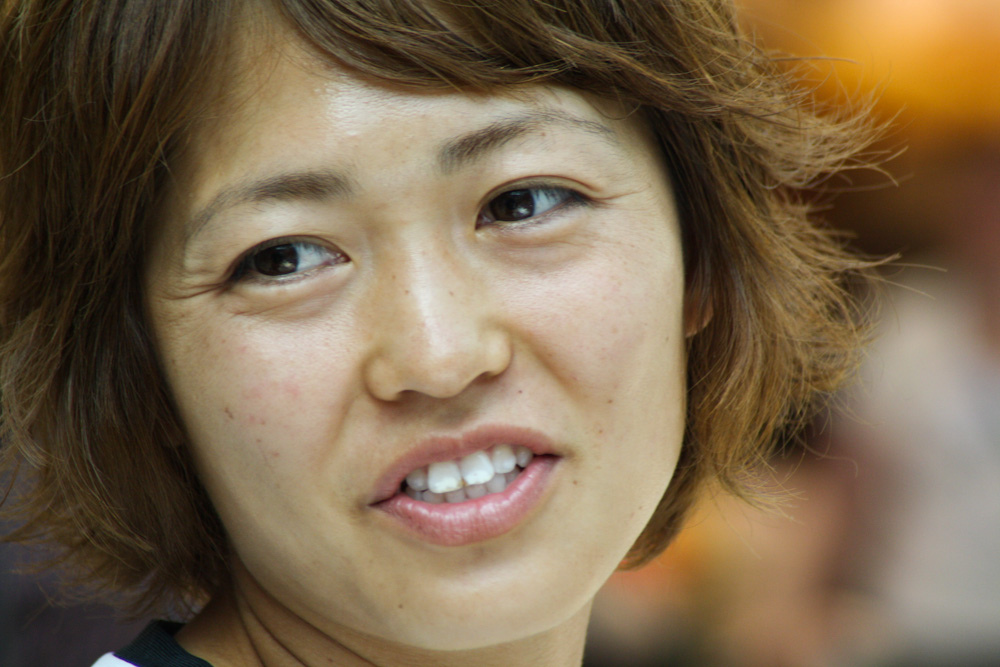
Kozue Andō

Die folgenden Spielerinnen haben während ihrer Zeit beim FCR 2001 Duisburg bzw. dessen Vorgängervereinen für die deutsche Nationalmannschaft gespielt:
| - Fatmire Bajramaj - Linda Bresonik - Nicole Ferber - Sonja Fuss - Jeannette Götte - Inka Grings - Melanie Hoffmann - Ursula Holl - Annike Krahn - Simone Laudehr | - Claudia Mandrysch - Maren Meinert - Jutta Nardenbach - Alexandra Popp - Silke Rottenberg - Sandra Smisek - Kerstin Stegemann - Shelley Thompson - Martina Voss |

Darüber hinaus wurden 2004 Patricia Hanebeck, Elena Hauer, Annike Krahn, Kathrin Längert, Simone Laudehr, Stephanie Mpalaskas und Anne van Bonn mit der U-19-Nationalmannschaft Weltmeister. Im Jahre 2010 wurden Marina Hegering und Turid Knaak mit der U-20-Nationalmannschaft Weltmeister.
Neben diesen deutschen Nationalspielerinnen stellte der FCR 2001 Duisburg auch zahlreiche ausländische Nationalspielerinnen.
| - Kozue Andō - Carole Costa - Ashlyn Harris - Petra Hogewoning - Annemieke Kiesel - Laura Luís - Femke Maes - Lieke Martens | - Laura Neboli - Ana Cristina Oliveira Leite - Stina Lykke Petersen - Mirte Roelvink - Dolores Silva - Margrét Lára Viðarsdóttir - Lucie Voňková |

Momentan entsteht eine Online-Chronik, die unter der Federführung des langjährigen FCR-Vorsitzenden Ferdi Seidelt steht. Betrachtet wird die Geschichte des Frauenfußballs in Rumeln-Kaldenhausen aus immer neuen, auch ungewohnten Blickwinkeln.

## Mannschaften

### 2. Mannschaft
| Saison                              | Platz     | Tore  | Punkte |
| ----------------------------------- | --------- | ----- | ------ |
| 2003/04                             | 06. Platz | 39:33 | 30     |
| 2004/05                             | 02. Platz | 82:24 | 50     |
| 2005/06                             | 02. Platz | 55:22 | 49     |
| 2006/07                             | 01. Platz | 66:18 | 58     |
| 2007/08                             | 03. Platz | 47:31 | 40     |
| 2008/09                             | 03. Platz | 51:28 | 44     |
| 2009/10                             | 05. Platz | 48:33 | 39     |
| 2010/11                             | 06. Platz | 37:51 | 28     |
| 2011/12                             | 11. Platz | 26:47 | 20     |
| orange unterlegt: Regionalliga West |           |       |        |

2003 wurde die Zweite Mannschaft Meister der Verbandsliga Niederrhein und schaffte damit erstmals den Aufstieg in die Regionalliga West, damals noch die zweithöchste Spielklasse. Als Aufsteiger wurde man auf Anhieb Sechster. Da der Tabellenvierte TuS Köln rrh. trotz sportlicher Qualifikation auf die Teilnahme an der 2004 gegründeten 2. Bundesliga verzichtete, wäre Duisburg's Zweite der erste Nachrücker gewesen. Jedoch verzichtete der Verein zugunsten der SG Lütgendortmund auf das Nachrückerecht. Ein Jahr später wurde man Vizemeister hinter den Kölnerinnen, die dieses Mal das Aufstiegsrecht wahrnahmen. Die Saison 2005/06 verlief tragisch. Während der Rückrunde verspielten die kleinen Löwinnen einen komfortablen Punktevorsprung. Am vorletzten Spieltag führte man lange Zeit mit 1:0 gegen den ärgsten Verfolger, den Herforder SV. In der 97. Minute konnten die Herforderinnen noch ausgleichen und eine Woche später die Meisterschaft feiern. Ein Jahr später wurde nach einem 2:1-Sieg bei den Sportfreunden Siegen der Aufstieg nachgeholt. In den Spielzeiten 2007/08 und 2008/09 wurde mit dritten Rängen die besten Platzierungen erreicht. Es schlossen sich zwei Jahre im Mittelfeld der Tabelle an. Zur Saison 2011/12 wurde die Mannschaft von der Süd- in die Nordgruppe verschoben und stieg dort als Vorletzter ab. Die zweite Mannschaft des FCR 2001 Duisburg spielte nach dem Abstieg im Jahre 2012 bis zur Vereinsauflösung in der Regionalliga West. Trainiert wurde die Mannschaft von Wilfried Tönneßen.

### 3. Mannschaft
Seit 2005 ist eine dritte Frauenmannschaft im Spielbetrieb. Die dritte Mannschaft schaffte auf Anhieb den Durchmarsch von der Kreis- in die Verbandsliga Niederrhein, wo die Mannschaft heute spielt. Trainiert wird die Mannschaft seit Juli 2012 von Martin Neuhaus.

### Mädchenmannschaften
In der Saison 2007/08 hat der FCR 2001 Duisburg fünf Mädchenmannschaften gemeldet. In den Altersklassen U-17 (B-Jugend) und U-15 (C-Jugend) stellt der Verein jeweils zwei, in der Altersklasse U-13 (D-Jugend) eine Mannschaft.
Die U-17 I spielt in der Niederrheinliga der B-Juniorinnen. 2002 erreichte die Mannschaft erstmals der Finale um die deutsche Meisterschaft, verlor jedoch auf eigenem Platz gegen den FC Gütersloh 2000 mit 1:2. Fünf Jahre später war man erfolgreicher und gewann durch einen 1:0-Sieg gegen Bayern München den Titel. Turid Knaak erzielte vor 1.200 Zuschauern im PCC-Stadion das Tor des Tages. 2009 und 2010 gewannen die B-Juniorinnen des FCR das Gütersloher Hallenmasters, die inoffizielle deutsche Hallenmeisterschaft.